# Episodi di L'incredibile Hulk (quarta stagione)
La quarta stagione della serie televisiva L'incredibile Hulk venne trasmessa dal canale Universal Pictures.
Il cast regolare di questa stagione è composta da:
- Bill Bixby: David Bruce Banner
- Lou Ferrigno: Hulk
- Jack Colvin: Jack McGee (assente negli episodi: Caduta Libera, La Zona Morta, Il Bottino, Addio Eddie Cain[1], Il re della spiaggia, Venti dell’est[1], Il primo (Prima parte), Danny, Impronte)

| nº | Titolo originale              | Titolo italiano            | Prima TV USA     | Prima TV Italia |
| -- | ----------------------------- | -------------------------- | ---------------- | --------------- |
| 1  | Prometheus (Part 1)           | Prometheus (prima parte)   | 7 novembre 1980  |                 |
| 2  | Prometheus (Part 2)           | Prometheus (seconda parte) | 14 novembre 1980 |                 |
| 3  | Free Fall                     | Caduta Libera              | 21 novembre 1980 |                 |
| 4  | Dark Side                     | La Zona Morta              | 5 dicembre 1980  |                 |
| 5  | Deep Shock                    | Profondo Shock             | 12 dicembre 1980 |                 |
| 6  | Bring Me the Head of the Hulk | Portatemi la Testa di Hulk | 9 gennaio 1981   |                 |
| 7  | Fast Lane                     | Il Bottino                 | 16 gennaio 1981  |                 |
| 8  | Goodbye, Eddie Cain           | Addio Eddie Cain           | 23 gennaio 1981  |                 |
| 9  | King of the Beach             | Il Re della Spiaggia       | 6 febbraio 1981  |                 |
| 10 | Wax Museum                    | Museo delle Cere           | 13 febbraio 1981 |                 |
| 11 | East Winds                    | Vento dell’Est             | 20 febbraio 1981 |                 |
| 12 | The First (Part 1)            | L'Altro (prima parte)      | 6 marzo 1981     |                 |
| 13 | The First (Part 2)            | L'Altro (seconda parte)    | 13 marzo 1981    |                 |
| 14 | The Harder They Fall          | L'Unica Speranza di David  | 27 marzo 1981    |                 |
| 15 | Interview with the Hulk       | Intervista con Hulk        | 3 aprile 1981    |                 |
| 16 | Half Nelson                   | Sulle Tracce di Hulk       | 17 aprile 1981   |                 |
| 17 | Danny                         | Danny                      | 15 maggio 1981   |                 |
| 18 | Patterns                      | Socio Inconsapevole        | 22 maggio 1981   |                 |

## Prometheus (prima parte)
- Titolo originale: Prometheus (Part 1)
- Diretto da: Kenneth Johnson
- Scritto da: Kenneth Johnson

### Trama
Milford, cittadina situata a nord est dello Utah. David, il protagonista, sta pescando in un fiume, quando improvvisamente sente un grido di aiuto: è Katie, e sta affogando. David prova trarla a riva, ma viene anche lui trascinato dalla corrente dell'acqua, ma con fatica si salvano. Katie gli racconta di essere rimasta ceca, circa sette mesi prima: un automobilista ubriaco l'ha investita, e lei si è risvegliata cieca. Il tempo passava, racconta, ma non accettava la sua condizione, non riusciva ad orientarsi, si sentiva confusa, per cui decise di rifugiarsi in una capanna nei pressi del fiume. Quel giorno era la prima volta che decise di uscire dalla capanna. Da quel momento David decise di insegnargli ad orientarsi senza farsi del male. L'episodio continua con un improvviso e grande boato: proprio nel momento un cui David stava per lasciare Katie. Incuriosito David si reca sul luogo dell'impatto, si avvicina al meteorite che emette degli strani raggi gamma che lo trasformano in Hulk, nel gigante verde e perennemente arrabbiato. Mentre torna David condivide i lineamenti di Hulk, ma anche la sua ingenuità e la violenza incontrollata. David racconta a Katie il suo problema e di McGee. Nel frattempo giungono sul luogo i militari per evacuare la zona, e recuperare il meteorite. McGee travestito da militare segue le operazioni. David e Katie decidono di scappare, ritrovandosi nei pressi del meteorite: David comincia a star male e, sottoposto alle radiazioni gamma del meteorite, ridiventa Hulk. Nel frattempo giungono sul luogo degli elicotteri con la campana atta a recuperare il meteorite. Nel momento in cui intravedono Hulk decidono di rinunciare provvisoriamente al meteorite e la calano sopra di lui e di Katie, catturandoli, sotto gli occhi esterrefatti di McGee.

#### Curiosità
Nel ruolo di Hulk a metà ("Demi-Hulk) venne scelto il body-builder Ric Drasin, che fu costretto a tingersi di nero i suoi capelli biondi. Drasin non è accreditato nell'episodio. 
- Altri interpreti: Laurie Prange (Katie Maxwell), Roger Robinson (Capitano Welsh).

## Prometheus (seconda parte)
- Titolo originale: Prometheus (Part 2)
- Diretto da: Kenneth Johnson
- Scritto da: Kenneth Johnson

### Trama
La pesante campana in acciaio di 3,5 metri di diametro viene condotta all'interno della base, con Hulk che insistentemente continua a colpirla dall'interno. Nel frattempo viene rinchiuso in una camera di sicurezza, e avvolto da potentissime onde elettriche. Gli scienziati iniziano ad esaminarlo: Hulk pesa 144 kg, mascella dell'Uomo di Neandertal, ossa umane ma di maggiori dimensioni, ed il suono che emette non è vero un linguaggio. Quando gli avvicinano una parte del meteorite, Hulk sta male e scappa sfondando il pavimento. Hulk ritrova Katie, la porta via, ma ovunque passi fa enormi danni. McGee, il giornalista, parla con gli scienziati per persuaderli che Hulk non è un extraterrestre, sono anni che lo segue, ed è la prima volta che riescono a trattenerlo. Prometheus è una installazione militare, costruita all'interno di una montagna in Colorado, ufficialmente nata per lo studio di eventi alieni, ma McGee scopre invece che le ricerche in questa struttura nascondono scopi militari: infatti vorrebbero studiare i segreti della trasformazione di Hulk per usarli come un'arma. David è ancora a metà, è confuso, è vittima di amnesie. McGee, forse in buona fede, dice a "John" che i militari vogliono aiutarlo, studiarlo e scoprire il motivo per cui si trasforma, ma Katie non si fida di nessuno e scoraggia David. Nel frattempo i militari, spazientiti, sparano siringhe con anestetico contro David, che si trasforma in Hulk, che insieme a Katie riescono ad uscire dalla base, inseguiti da McGee che non si arrende mai. Nel frattempo David è ritornato normale, piangendo e ridendo fra le braccia di Katie. Hulk ha provocato ingenti danni, costringendo il Prometheus a chiudere, vista l'esperienza disastrosa, venendo archiviato come segreto di Stato: non si saprà nulla di quanto successo. Katie torna in città, trovandola ora più tranquilla, e fa capire, dal modo come saluta David, che c'è stato qualcosa tra loro.
- Altri interpreti: Laurie Prange (Katie Maxwell), Monte Markham (Brad), Carol Baxter (dott.ssa Charlene McGowan), Whit Bissell (dott. John Zeiderman), Arthur Rosenberg (dott. Jason Spath).

## Caduta Libera
- Titolo originale: Free Fall
- Diretto da: Reza Badiyi
- Scritto da: Chris Bunch, Allan Cole

### Trama
David si occupa di compilare le pratiche per gli spettacoli di paracadutismo di Hank Lynch e Jean, organizzate in giro per le contee. Tornando dopo anni al suo paese, Hank incontra nuovamente Jack Stewart, in lista per la candidatura a senatore, su insistenza del padre, anch'egli senatore, che però usa sistemi parzialmente illegali. Anni prima Jack e Hank, erano soci presso un circolo di paracadutismo, divenuti volontari per salvare dei boy-scout, imprigionati in un incendio scoppiato in un bosco. Jack tardò a lanciarsi per paura, il velivolo esplose, incolpandosi per quell'incidente. Il senatore invia due poliziotti a per minacciare Hank e gli altri di andarsene, e al loro rifiuto, va alle vie di fatto. Jack si ritira dalla candidatura, e la magistratura investigherà su suo padre.
- Altri interpreti: Sam Groom (Hank Lynch), Kelly Harmon (Jean), Sandy Ward (Senatore Mack Stewart), Michael Swan (Turner), Jared Martin (Jack Stewart).

## La Zona Morta
- Titolo originale: Dark Side
- Diretto da: John McPherson
- Scritto da: Nicholas Corea

### Trama
David Banner con il nome di David Barnard, viene ospitato in una famiglia. Durante la sua permanenza, la figlia adolescente si innamora di lui, e contemporaneamente sviluppa una notevole dose di animosità verso il padre. Nel corso di uno degli esperimenti di David, utile a sviluppare l'autocontrollo, fallisce, per cui il lato destro del suo cervello prende il sopravvento sulla sua personalità, esattamente come Hulk.
Interpreti: William Lucking (Mike Schultz), Rosemary Forsythe (Ellen), Philece Sampler (Laurie), Taaffe O'Connell (Sig.ra Farber).

## Profondo Shock
- Titolo originale: Deep Shock
- Diretto da: Reza Badiyi
- Scritto da: Ruel Fischmann

### Trama
David è impiegato come operaio in una Compagnia di impianti elettrici, la Tres Lobos Power Plant. Durante il suo turno di lavoro, si accorge che Edgar Tucker, il suo responsabile, è svenuto, rischiando di prendersi una forte scossa elettrica, che, grazie a David si scarica su Hulk, che, nel frattempo è intervenuto per salvarlo, svenendo anche lui. Gli operai intervengono quasi subito e trovano David a terra, svenuto. Viene immediatamente condotto in ospedale per arresto cardiaco. Viene rianimato dalla dott.ssa Olson, che, una volta cosciente, fa a David delle domande sulle sue conoscenze mediche, rispondendogli che per un breve periodo ha lavorato in una libreria medica. David percepisce un ronzio molto forte nelle orecchie, per cui la dott.ssa gli consiglia di riposare, riconoscendo che il suo è un caso molto particolare: il fatto che sia ancora vivo, che non ha subito sintomi collaterali al trauma elettrico, e nessun danno né al cervello né al cuore. Fisicamente non ha nessun problema, ritiene che il suo corpo ha una fibra eccezionalmente robusta, e che non ha mai visto nulla di simile. Ha solamente riscontrato, dopo le analisi, un eccesso di feniletilamina nel cervello, per cui potrebbe essere soggetto a problemi psicologici, come, per esempio, lo sdoppiamento di personalità. Non si conosce ancora molto sugli effetti psicologici collaterali di un forte shock. Si può avere qualche reazione emotiva come le allucinazioni. Lo invita a stare in ospedale per alcuni giorni, oppure di trovare qualcuno che possa fargli compagnia. Edgar si offre di ospitarlo a casa sua: è il suo modo per ringraziarlo di aver rischiato la sua vita per salvarlo, così David viene dimesso. La guardia che ha visto Hulk, legge il National Register, e contatta McGee. Durante la notte David ha delle visioni, che lo stesso David interpreta come una precognizione, e ne parla con la dott.ssa Olson, che gli svela l'esistenza dei shock profondo che possono provocare fenomeni di precognizione, e gli parla di un famoso medium del New England, che lavorò con la polizia, che acquisì i suoi poteri medianici dopo aver preso una scarica da 60.000 volts, ma come "effetto collaterale", si è suicidato circa due anni fa. Lo rassicura, svelandogli che molte persone che hanno subito traumi simili al suo, spesso hanno fenomeni di precognizione, e che tale condizione potrebbe essere solo momentanea. Lo invita a fare nuove analisi, perché c'è qualcosa nella composizione chimica nel suo corpo, che ha reagito alla forte scarica. Nel frattempo Edgar si sente di nuovo male sul lavoro, così David lo aiuta. Il proprietario, il Sig. Buchanan scopre la sua grave malattia, l'angina pectoris, congedandolo e avviando le procedure per una pensione anticipata, con il massimo, ma Edgar non è d'accordo, gli sembra di tradire i suoi colleghi che verranno tutti licenziati. Nel frattempo McGee giunge presso la fabbrica, parla con la guardia, ma non è in grado di fornirgli informazioni utili. Frank e gli altri accusano Edgar di aver ordito un complotto con Buchanan con lo scopo di salvarsi, per cui Edgar decide di far saltare l'impianto. David gli lascia un biglietto di ringraziamento e se ne va. Mentre è in viaggio sente l'appello per radio che lo stanno cercando, essendo un amico di Edgar, è l'unico, forse in grado di convincere Edgar a evitare il black-out in tutta la città. David torna all'impianto, così come McGee. Gli operai fanno passare David in passaggi dove la temperatura è altissima. Hulk raggiunge Edgar e lo blocca sotto gli occhi esterrefatti degli operai e di McGee. Così Frank e gli altri vengono riassunti con i compensi richiesti, ed Edgar Tucker non subirà nessun processo. Nel frattempo David non percepisce più ronzii, né sogni premonitori. Anche la feniletilamina si è stabilizzata, e, nel momento in cui la dott.ssa lo informa che desiderebbe scrivere un articolo sul suo caso, David la saluta.
- Altri interpreti: Tom Clancy (Edgar Tucker), Edward Power (Frank), Sharon Acker (dott.ssa Louise Olson), Stefan Gierasch (sig. Buchanan).

## Portatemi la Testa di Hulk
- Titolo originale: Bring Me the Head of the Hulk
- Diretto da: Bill Bixby
- Scritto da: Allan Cole, Chris Bunch

### Trama
Un mercenario, la Fonte, arriva al National Register per offrire un aiuto a Jack McGee nel perseguire Hulk. Mc Gee però non crede alla sua collaborazione e così questi si rivolge alla rivale Limelight. La Fonte nel frattempo, assume David e altre persone nel suo laboratorio perché uno di loro si trasformi in Hulk, con l’intenzione di farlo manifestare per poi ucciderlo. Mc Gee, scoperte le intenzioni reali di La Fronte, cerca di impedire il suo folle proposito.
- Altri interpreti: Sandy McPeak (Alex), Jed Mills (La Fronte), Jane Merrow (Dott.ssa Jane Cabot). Walter Brooke (Mark Roberts)

## Il Bottino
- Titolo originale: Fast Lane
- Diretto da: Frank Orsatti
- Scritto da: Reuben Leder

### Trama
Joe Conti, è meccanico che lavora presso un garage di proprietà del sig. Callahan, ma una volta era pilota di gare automobilistiche. Joe, mentre riparava un'automobile, scopre, in un sottofondo del portabagagli un milione e mezzo di dollari. Confida la sua scoperta al suo amico Leo, che conosce da diciotto anni, e lo convince a sottrarre quei soldi, sicuramente rubati. Joe li utilizzerebbe ritornare a gareggiare e pagare gli alimenti alla moglie, mentre Leo li userebbe per pagare la retta del costosissimo collegio della figlia. Nel frattempo, il Sig. Callahan, proprietario del garage, assume David con l'incarico di consegnare ai rispettivi proprietari le automobili riparate, ma non essendo presente, Joe, consegna, di sua iniziativa, l'automobile con nascosto il milione e mezzo di dollari, da consegnare ad un cliente che risiede a New York. David approfitta dell'incarico e fissa un appuntamento presso i Laboratori Randall a New York. Contemporaneamente Joe e Leo seguono l'automobile che David deve consegnare, e da un passaggio a Nancy, una cameriera che, dice lei, deve sposarsi. Ma, quando Clive e Danny, giunti al garage, non trovano l'automobile, riempiono di botte Callahan, che comunque era al corrente della presenza dei soldi. Nel frattempo Leo e Joe decidono di bloccare l'automobile di David inscenando un malore di Joe. Bloccata l'auto, Leo colpisce David e lo getta su un cactus. L'azione violenta trasforma David in Hulk. Esterrefatti a causa della trasformazione, Leo e Joe non riescono a tirare fuori Nancy dall'automobile, e fuggono. Anche Nancy, scappa, spaventata da Hulk. Una trasformato, David la ritrova e la carica in automobile. Lei gli racconta dell'uomo verde, e dei due, che, alla sua vista sono fuggiti, inoltre confessa anche di essersi inventata del matrimonio: in realtà è stata licenziata ed ha lasciato sua figlia Chris, di sei anni, ai nonni. Mentre giungono a Flagstaff per un pieno, si accorgono che Callahan e Danny li stanno aspettando, ma solo Danny li vuole uccidere, contravvenendo agli ordini di Clive. Callahan non è d'accordo con Danny, e lo chiude dentro ad uno stanzino. All'arrivo di David e Nancy, Callahan li avvisa del pericolo, sale in macchina con loro, con Danny, che liberatosi, inizia a sparargli. David scappa inseguito da Danny, mentre Joe e Leo, dopo aver fuso il motore si fermano. Per loro, la corsa finisce in uno sfasciacarrozze. L'auto di David si capovolge, così lo stesso David rimane incastrato, nel frattempo Danny sta per uccidere Callahan e Nancy, ma arriva Hulk e lo blocca. Callahan testimonierà contro le persone per cui lavorava, e la polizia non parlerà di Hulk in quanto la sua testimonianza diventerebbe molto dubbia. David viene tenuto fuori. Nancy parte con il pullman per Los Angeles a raggiungere sua figlia. David decide di non andare più ai Laboratori a New York.
- Altri interpreti: Robert F. Lyons (Joe Conti), Victoria Carroll (Nancy), Lee de Broux (Leo), Frank Doubleday (Danny), Dick O'Neill (Callahan).

## Addio Eddie Cain
- Titolo originale: Goodbye, Eddie Cain
- Diretto da: Jack Colvin
- Scritto da: Nicholas Corea

### Trama
Un anziano Eddie Cain narra una storia di omicidi, mafiosi, un giardiniere senza un passato di nome David Benedetto, e un gigante verde.
- Curiosità: in questo episodio le vicende di David e Hulk vengono raccontate in terza persona.
- Altri interpreti: Cameron Mitchell (Eddie Cain), Jennifer Holmes (Vicki Lang), Anthony Caruso (Danny Romero), Gordon Connell (Mac), Thomas McGreevey (Sheehan).

## Il Re della Spiaggia
- Titolo originale: King of the Beach
- Diretto da: Barry Crane
- Scritto da: Karen Harris

### Trama
David lavora insieme a Carl Molino in un ristorante, incontra Mandy, una ragazza che vive di espedienti, che propone a Carl di partecipare al concorso per culturisti per il titolo "Re della spiaggia". Carl con l'aiuto di David, vince il concorso, si fidanza con Mandy e apre il suo ristorante tanto desiderato.
- Altri interpreti: Lou Ferrigno (Carl Molino), Leslie Ackerman (Mandy), Charlie Brill (Solly Diamond), George Caldwell (Rudy).

## Museo delle Cere
- Titolo originale: Wax Museum
- Diretto da: Dick Harwood
- Scritto da: Carol Baxter

### Trama
David lavora come assistente al museo delle cere di Leigh Gamble, che, oltre ad essere proprietaria, è anche creatrice delle statue, passione ereditata dal padre. Lo zio di Leigh, Walter Gamble vuole che Leigh venda il museo al Sig. Kelleher, quindi apparentemente si prende cura di lei, facendole prendere delle "medicine", in realtà pasticche di LSD, che le inducono allucinazioni e le fanno nuovamente vivere paure represse, creando incidenti dentro al museo e facendo ricadere la responsabilità sulla disattenzione di Leigh. In una di queste disavventure, Leigh vede un grosso uomo verde realizzando anche una statua di cera. Arriva McGee, vede la statua della creatura, ma Leigh gli dice che a causa della sua malattia ha degli incubi, e in uno di questi ha visto un uomo trasformarsi. All'arrivo di McGee, David si mescola alle statue senza essere visto, così scopre il piano dello zio, allerta Leigh, ma viene stordito dallo zio con un colpo in testa. Lo zio fa credere a Leigh di aver ucciso anche David, così comincia a ricordare che fu proprio lo zio ad attizzare l'incendio in cui morì suo padre, incendio per il quale era stata incolpata. Nel frattempo McGee rientra senza essere notato nel museo, ma lo zio riesce comunque a rinchiuderlo nella stanza insieme a Leigh e a David, ormai svenuto. Walter appicca il fuoco. David si trasforma in Hulk e salva sia Leigh che McGee ormai svenuti a causa delle esalazioni del fumo, e blocca lo zio. Leigh riapre il museo, e non potendo dare nessuna informazione a McGee, in quanto drogata non ricorda nulla, gli regala i biglietti per poter visitare il museo.
- Altri interpreti: Christine Belford (Leigh Gamble), Ben Hammer (Sig. Kelleher), Max Showalter (Walter Gamble).

## Vento dell'Est
- Titolo originale: East Winds
- Diretto da: Jack Colvin
- Scritto da: Jill Donner

### Trama
David abita in un appartamento di un quartiere cinese e non sa che in questo appartamento, si trova una vasca da bagno, camuffata, in oro purissimo, contrabbandata da un'organizzazione malavitosa cinese, che gestisce un ristorante, e ne vuole rientrare in possesso. Anche il sergente Keeler indaga sui loschi traffici di questa banda. I mafiosi cinesi tentano di uccidere sia David che Keeler, ma vengono arrestati ed il ristorante-copertura nel quale si svolgevano i traffici illegali viene fatto chiudere tramite fermo giudiziario.
- Altri interpreti: Richard Loo (Kam Chong), Irene Yah-Ling Sun (Tam), Richard Narita (William Chimoda), Beulah Quo (Huyn), William Windom (Sergente Jack Keeler).

## L'Altro (prima parte)
- Titolo originale: The First (Part 1)
- Diretto da: Frank Orsatti
- Scritto da: Andrew Schneider

### Trama
David giunge a Vissaria, una città dove scopre che uno scienziato, Jeffrey Clive, 30 anni prima, aveva compiuto i suoi stessi esperimenti: anche quest'uomo si trasformava in un mostro verde, ma è guarito grazie ad un siero. David si fa così consegnare la cura da Dell Frye, il giardiniere di Clive House ed ex assistente del dottor Clive, ma in realtà è lo stesso Dell si serve di lui per poter di nuovo trasformarsi.
- Altri interpreti: Harry Townes (Dell Frye/Dark Hulk), Lola Albright (Elizabeth Collins), Bill Beyers (Case), Chip Frye (Willie), Billy Green Bush (Sceriffo Carl Decker), Dick Durock (Frye's Creature).

## L'Altro (seconda parte)
- Titolo originale: The First (Part 2)
- Diretto da: Frank Orsatti
- Scritto da: Andrew Schneider

### Trama
Si scopre così che Dell è un assassino, quindi il suo alter ego verde è molto pericoloso, per cui David decide di fermarlo e trasformandosi in Hulk. Nella lotta tra i due "Hulk", il siero curativo viene distrutto, lasciando David nello sconforto, e Dell ucciso dallo sceriffo.
- Altri interpreti: Harry Townes (Dell Frye/Dark Hulk), Lola Albright (Elizabeth Collins), Edward Walsh (Brad Wheeler), Cliff Emmich (Earl), Billy Green Bush (Sceriffo Carl Decker), Dick Durock (Frye's Creature).

## L'unica speranza di David
- Titolo originale: The Harder They Fall
- Diretto da: Michael Vejar
- Scritto da: Nancy Faulkner

### Trama
Mentre sta facendo l'autostop, David viene travolto da un'auto. Ricoverato in ospedale, gli viene diagnosticata una frattura alla colonna vertebrale, con conseguente completa paralisi della gambe. Dopo momenti di sconforto, David inizia una faticosa terapia di riabilitazione. Inizialmente, nel momento della trasformazione in Hulk, non si regge sulle gambe, ma poco dopo riesce a riacquistarne l'uso. La trasformazione in Hulk provoca in David dei miglioramenti, fino alla sua completa guarigione, riuscendo anche ad impedire che un suo compagno di stanza all'ospedale commetta un delitto.
Curiosità: per la prima volta David prende in considerazione l'ipotesi di provocare volontariamente la sua metamorfosi in Hulk per guarire dalla sua paralisi.
- Altri interpreti: Denny Miller (Paul Corton), Peter Hobbs (Dott. Hart), Diane Shalet (Judy), William Bogert (Sig. Melton).

## Intervista con Hulk
- Titolo originale: Interview with the Hulk
- Diretto da: Patrick Boyriven
- Scritto da: Alan Cassidy

### Trama
Emerson Fletcher è un collega di McGee presso il National Register. Sta vivendo un brutto momento a causa della prematura morte di sua figlia. Non crede all'esistenza di Hulk, anche se McGee conserva nel suo ufficio foto ed articoli che lo riguardano. Risponde ad una telefonata per McGee, facendosi passare per lui, e parte per Atlanta (Georgia) per un'intervista con Miss Verdugo che ritiene di conoscere chi è l'uomo che si trasforma in Hulk, e del quale desidera riscuotere la taglia. Indica a Fletcher, David, che lavora al cantiere e lui vi riconosce il dott. David Banner. Pertanto Fletcher avvicina David, rassicurandolo di essere un giornalista che si occupa di articoli scientifici e lo convince a raccontare il suo problema, in modo che i colleghi medici possano realizzare una cura personalizzata, per aiutarlo. Gli promette che potrà ottenere un'identità protetta. David accetta di farsi intervistare, con la clausola che l'articolo, prima di essere pubblicato, dovrà avere la sua approvazione. Ma McGee si accorge che la cartella su Hulk è sparita e capisce che è stato Fletcher. David comincia il racconto: voleva trovare la chiave della forza, che, in certe occasioni le persone trovano in sé, stimolando con raggi gamma una zona del cervello. Ma non aveva calibrato male il computer, e, per errore è stato bombardato da due milioni di unità gamma. Gli effetti non si sono verificati immediatamente, ma un giorno, nel tentativo di cambiare una gomma bucata, si era ferito e da lì ebbe inizio la prima trasformazione. Racconta della prova di una trasformazione realizzata in laboratorio con la supervisione della dott.ssa Elaina, di sentirsi impotente al racconto della stessa, di essere incapace a controllarla, e sulla forza di Hulk. Dopo l'esplosione del laboratorio fuggì. Alle Hawaii sposò la dott.ssa Carol, specialista in ipnosi, ma affetta da una malattia incurabile morta una settimana dopo tra le sue braccia. Ogni racconto di David ha delle similitudini con la vita di Fletcher: la storia infelice di sua figlia Lisa morta di fibrosi cistica, dopo che lui aveva dato il permesso di sperimentare una nuova cura. David ringrazia Fletcher, perché finalmente dopo anni può parlare con qualcuno che capisce tecnicamente e possiede sia sensibilità che misericordia. Si commuove. Ha provato innumerevoli sieri per cercare di bloccare l'essere, e ha capito che l'essere non ucciderebbe, perché lui non uccide. L'essere è allo stato primitivo, ingenuo come un bambino, prende il sopravvento quando viene offeso. Per McGee rappresenta solo un articolo su un giornale: quando morirono Elaina e David Banner, per lui, l'unico colpevole era l'essere, unico sopravvissuto. Miss Verdugo telefona al vero McGee, protestando per non avere ricevuto la taglia su Hulk. McGee si prepara, armato di cartucce tranquillanti per animali a raggiungere Atlanta. Fletcher partecipe della tragedia di David, desidera aiutarlo sinceramente, per cui gli confessa di lavorare con McGee, che, nel frattempo ha chiamato una troupe televisiva per fare un servizio su Hulk, avendo perso la credibilità come giornalista, per ricominciare voleva raccontare la storia di Hulk. David si sente ingannato, è deluso, prende i nastri registrati e fa per andare via, ma arriva McGee. David nell'intento di scappare si fa male e si trasforma. Fletcher in quel trambusto si riprende i nastri. Arriva la troupe televisiva e McGee si arrampica sul cornicione, e, nel tentativo di colpire Hulk cade, ma viene salvato dalla presa di Hulk. Nessun premio per miss Verdugo, e i filmati della troupe vengono distrutti. Fletcher non racconta nulla a McGee. Dei nastri della confessione di David non si saprà nulla.
- Altri interpreti: Michael Conrad (Emerson Fletcher), Walter Brooke (Mark Roberts), Jan Sterling (Stella Verdugo).

## Sulle tracce di Hulk
- Titolo originale: Half Nelson
- Diretto da: Barry Crane
- Scritto da: Andrew Schneider

### Trama
Al suo arrivo a Baltimora, David 'Benley' incontra Buster Caldwell, un nano lottatore specialista nel raccontare bugie, che mette entrambi nei guai. Come se non bastasse, David deve pure sfuggire a McGee, giunto nella palestra in cui lavora per avere informazioni sulla creatura…
- Altri interpreti: Tommy Madden (Steven "Buster" Caldwell), H.B. Haggerty (Gregor), Paul Henry Itkin (Channing), David Himes (Kelly), Elaine Joyce (Mitzi).

## Danny
- Titolo originale: Danny
- Diretto da: Mark A. Burley
- Scritto da: Diane Frolov

### Trama
Ben e Nat rubano: camion, macchine agricole, scavatrici, trattori. Rachel insieme al figlio Danny scappano e incontrano David. Ben e Nat tentano di uccidere David ma i due contadini, che nel frattempo avevano ritrovato i loro macchinari, vengono salvati da Hulk.
- Altri interpreti: Don Stroud (Nat), Bruce Wright (Ben), Taylor Lacher (Red).

## Socio Inconsapevole
- Titolo originale: Patterns
- Diretto da: Nick Havinga
- Scritto da: Reuben Leder

### Trama
New York. David lavora in una fabbrica di abiti di proprietà di Sam, dove la figlia Liz lavora come stilista. Sam è oberato di debiti, e, per consentire alla figlia di organizzare una sfilata, chiede un prestito a degli strozzini, garantendo che sia lui che il suo socio (inconsapevole) David, restituiranno i soldi. Gli strozzini pensano di incendiare la fabbrica, per poter incassare in fretta i soldi dall'assicurazione. Durante la sfilata, che riscuote un buon successo, infatti tentano di incendiarla, ma Hulk salva Liz, e blocca l'incendio.
- Altri interpreti: Eddie Barth (Sam Brandes), Laurie Heineman (Liz Brandes), Joshua Shelley (Solly), Paul Marin (Malamud).